# Casa de Savoia
Casa de Savoia a fost una dintre cele mai vechi dinastii europeane, atestată încă din secolul al X-lea în Regatul Burgundiei, fiind moștenitoarea Dinastiei Humbertiene (nume dat de istoriografia modernă primilor suverani, conți de Maurienne descendenți ai contelui Humbert I). În secolul următor familia a fost înfeudată cu Comitatul de Savoia, ridicat la rangul de ducat în secolul al XV-lea când au fost revendicate și coroanele regatelor cruciate Cipru, Ierusalim și Armenia (1485).
În secolul al XVI-lea familia de Savoia și-a mutat interesele teritoriale și economice din regiunea alpină în peninsula italiană (fapt dovedit de mutarea capitalei ducatului de la Chambéry la Torino în 1563). La începutul secolului al XVIII-lea, la sfârșitul Războiului Succesiunii Spaniole, familia a obținut demnitatea regală efectivă, întâi a Regatului Siciliei (1713), schimbată câțiva ani mai târziu cu cea a Regatului Sardiniei (1720) și apoi cu a Regatului Italiei (1861). Conform succesiunii iacobite, în 1807 regele Carol Emanuel al IV-lea de Savoia a moștenit de la ultimul prinț Stuart, cardinalul Enrico Benedetto Stuart, și dreptul de pretenție la tronurile Angliei, Scoției și Irlandei, precum și al Franței, dar nici un suveran al Savoiei nu a folosit aceste titluri.
Numerotarea conducătorilor succesivi ai acestei dinastii nu ține cont de modificările titlului. Excepție fac regii Italiei Umberto I și Umberto al II-lea care nu au preluat succesiunea pur savoiardă.
Prin extinderea treptată a posesiunilor, Casa de Savoia a evoluat de la guvernarea unei mici regiuni la guvernarea Regatului Italiei prin ramura Savoia-Carignano (1861) până la sfârșitul celui de-al Doilea Război Mondial. Casa de Savoia a guvernat Italia unificată timp de 85 de ani prin Victor Emanuel al II-lea, Umberto I, Victor Emanuel al III-lea și Umberto al II-lea. Ultimul monarh a cârmuit doar câteva săptămâni înainte de a fi destituit de un Referendum Constituțional care a creat Republica Italiană.

## Istoria
Casa de Savoia a apărut odată cu Cantoanele Elveției, care unite au format Elveția de astăzi. Numele dinastiei provine de la regiunea istorică situată în sud-estul Franței (astăzi în departamentele franceze Haute-Savoie și Savoie). De-a lungul timpului, dinastia și-a extins stăpânirea de la o regiune mică până la guvernarea Peninsulei Italice. Cu toate acestea, creșterea și supraviețuirea lor de-a lungul secolelor nu a implicat cuceriri spectaculoase, ci s-a bazat pe extinderea teritorială treptată, prin căsătorie și achiziții politice.

### Istoria timpurie
Strămoșul fondator al Casei de Savoia a fost Humbert I, Conte de Sabaudia (Umberto I Biancamano; 1003–1047/1048). Familia lui Humbert provenea din regiunea Magdeburg din Saxonia, cei mai vechi membrii menționați ai familiei fiind doi frați, Amadeus și Humbert (secolul al X-lea). Deși inițial era o regiune săracă, ulteriorii moștenitori ai tronului au fost buni diplomați și au câștigat controlul asupra trecătorilor montate strategic în Alpi. Doi dintre fii lui Humbert au fost episcopi în Mănăstirea Sain Maurice de pe râul Ron.
Fiul lui Humbert, Otto de Savoia, l-a succedat în 1051 pe fratele său mai mare, Amadeus, și s-a căsătorit cu marchiza Adelaida de Torino, obținând astfel orașele Torino si Pinerolo.
Aceștia au ridicat pretenții cu privire la cantonul Vaud, unde au ocupat Castelul Chillon (astăzi în Elveția), însă accesul lor a fost redus de la Geneva în timpul Reformei Protestante, după care a fost cucerit de Berna. Piemont s-a alăturat mai târziu casei lui Humbert, iar numele a devenit Savoia. Oamenii din regiunea Savoia erau descendenți din celți și romani.

### Expansiune, retragere și prosperitate

Italia în 1494 (înainte de începerea războaielor Italiene)

Până când Amadeus al VIII-lea a ajunst la putere în secolul al XIV-lea, Casa de Savoia a trecut printr-o serie de extinderi teritoriale treptate și Amadeus a fost ridicat la rangul de Duce de Savoia în 1416 de împăratul romano-german Sigismund de Luxemburg.
Cu toate acestea, anii Renașterii în Europa au fost martori la invazia și ocuparea Pieomntului de către francezi. Când regele Carol al VIII-lea al Franței a invadat în 1494 Savoia, Piemont și Italia cucerind și Napoli, Casa de Savoia s-a retras și și-a stabilit reședința la Torino până la unificarea Italiei.

Italia în 1796

Când Emanuel Filibert a venit la putere în 1553, cele mai multe din teritoriile familiei sale se aflau în mâinile francezilor, așa că s-a oferit să-l susțină pe cârmuitorul din tabăra adversă, Casa de Habsburg, în speranța că își va recupera posesiunile.  Emanuel Filibert l-a sprijinit pe regele Filip al II-lea al Spaniei în calitate de guvernator al Țărilor de Jos între 1555 și 1559. În această calitate, el a condus invazia spaniolă din nordul Franței și a câștigat victoria la Saint Quentin în 1557. EmanuelFilibert a profitat de diversele conflicte din Europa pentru a-și recupera treptat teritoriul, atât de la francezi cât și de la spanioli, inclusiv orașul Torino. El și-a mutat reședința de la hambéry la Torino care a devenit astfel orașul principal al Ducatului de Savoia.
Secolul al XVII-lea a adus o deosebită dezvoltare economică Casei de Savoia și zonei Torino. Carol Emanuel al II-lea a dezvoltat portul din Nisa și a construit un drum prin Alpii francezi. Prin manevrele politice iscusite a continuat expansiunea teritorială. La începutul secolului al XVIII-lea, în Războiul de Succesiune spaniol, Victor Amadeus a schimbat tabăra pentru a se alătura Habsburgilor și prin Tratatul de la Utrecht a fost răsplătit atât cu mari teritorii în nord-estul Italiei cât și cu o coroană în Sicilia. Casa de Savoia a condus Sicilia timp de șapte ani (1713–1720).

### Regatul Italiei

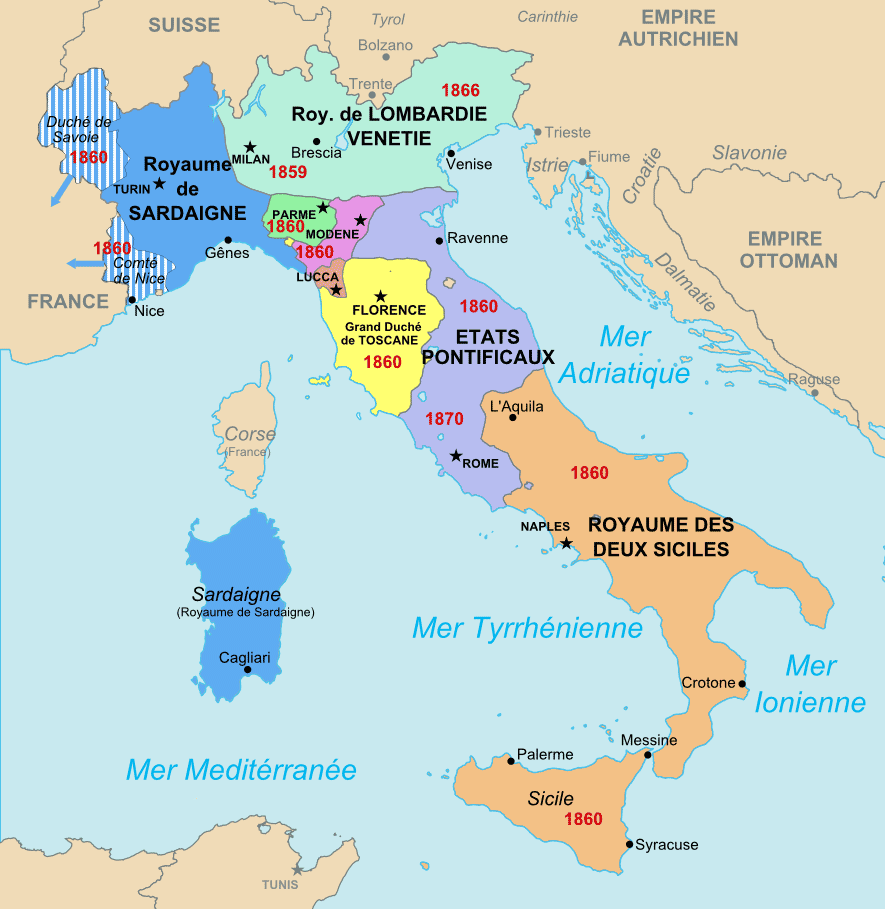
Italia în 1843

Coroana Siciliei, prestigiul de a fi regi în sfârșit și bogăția din Palermo, a contribuit la înălțarea Casei de Savoia. În 1720 aceștia au schimbat Sicilia pentru Sardinia. În 1792 Piemont-Sardinia s-a alăturat Primei Coaliții împotriva Primei Republici Franceze, dar a fost învinsă în 1796 de Napoleon și forțată să încheie pace prin Tratatul de la Paris (1796) oferind trecere liberă armatei franceze prin Piemont. În 1798 Joubert a ocupat Torino și l-a forțat pe Carol Emanuel al IV-lea să abdice și să părăsească insula Sardiniei. În cele din urmă, în 1814 regatul a fost restaurat și extins adăugându-i-se fosta Republlică Genoveză prin hotărârea Congresului de la Viena.
În același timp, figuri naționaliste precum Giuseppe Mazzini, au influențat opinia populară. Mazzini a crezut că unificarea Italiei poate fi realizată numai printr-o revoltă populară, dar după eșecul Revoluției din 1848, naționaliștii italieni au început să privească spre Regatul Sardiniei și spre prim-ministrul său, contele Camillo Benso de Cavour, în calitate de lideri ai mișcării de unificare. În 1848 prin Statuto Albertino, Carol Albert a admis o constituție a Regatului Sardiniei, incluzând părțile nord-vestice ale Italiei, ca Piemontul. Statuto Albertino a constituit baza sistemului juridic al Regatului chiar și după unificarea Italiei și Regatul Sardiniei a devenit Regatul Italiei în 1861.
Regatul Italiei a fost primul stat Italian care includea Peninsula Italică de la căderea Imperiului Roman. Totuși, când Victor Emanuel a fost încoronat rege al Italiei în 1861, stăpânirea sa nu cuprindea Veneția și Lazio. Casa de Savoia a continuat să conducă Italia timp de câteva decenii, prin războaie de Independență, în timp ce lupta pentru unificarea Italiei a continuat, până la sfârșitul Primului Război Mondial în secolul al XX-lea.

### Dispute
De-a lungul secolelor, Casa de Savoia a avut parte de conflicte (inclusiv masacre ale civililor neînarmați, copii și bătrâni).
În aprilie 1655, datorită rezistenței opuse de valdenzi, Carol Emanuel al II-lea a ordonat un masacrul general pentru minoritatea protestantă. Masacrul a fost atât de brutal încât a stârnit indignarea întregii Europe. Oliver Cromwell, conducătorul Angliei, a conceput o petiție în numele valdenzilor și a amenințat că va trimite forțe militare pentru a salva populația.
În 1898 în masacrul condus de generalul Fiorenzo Bava-Beccaris, în Milano a folosit tunurile împotriva protestatarilor neînarmați, în timpul revoltelor provocate de creșterea prețului pâinii. Regele Umberto I al Casei de Savoia l-a felicitat pe generalul Bava Beccaris pentru acțiunea sa decorându-l cu medalia „Mare Oficial al Ordinului Militar Savoia” ceea ce a scandalizat o mare parte a opiniei publice. Ca urmare, Umberto I a fost asasinat în iulie 1900 la Monza de Gaetano Bresci, fratele unei femei din mulțimea masacrată, venit în Italia din Statele Unite pentru a-l asasina. Regele fusese deja ținta tentativelor de asasinat ale anarhiștilor Giovanni Passannante și Pietro Acciarito.

### Fascismul și sfârșitul monarhiei
La încheierea Primului Război Mondial, Tratatul de la Versailles a redus promisiunile făcute în Pactul de la Londra. Pe măsură ce după război condițiile economice în Italia s-au înrăutățit, resentimentele populației asociate cu ideile incipiente ale fascismului italian au început să crească având ca urmare Marșul asupra Romei condus de Benito Mussolini.

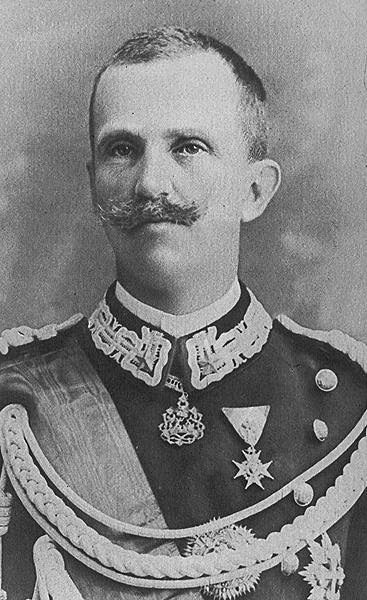
Victor Emanuel al III-lea

Generalul Pietro Badoglio l-a asigurat pe Victor Emanuel al III-lea că îl poate distruge cu usurință pe Mussolini și armata „Cămășile negre” însă regele a decis să-l tolereze pe Mussolini și l-a numit în funcția de prim-ministru, la 28 octombrie 1922. Mussolini s-a angajat într-un abuz de putere care a culminat în decembrie 1925 când a renunțat pretenția de democrație. Până la sfârșitul anului 1928, dreptul regelui de a-l elimina pe Mussolini din funcție a fost, cel puțin teoretic, singura expresie a puterii sale. Ulterior, eșecul regelui, în fața evidenței, de a acționa împotriva abuzurilor de putere a regimului lui Mussolini, a stârnit multe critici și a avut consecințe grave în viitor pentru Italia și pentru monarhie.
Italia a cucerit Etiopia în 1936 și Victor Emanuel a fost încoronat împărat al Etiopiei. El a primit și coroana albaneză în 1939. Cu toate acestea, Mussolini și asociații săi au eșuat în Al Doilea Război Mondial în 1943. După ce Mussolini a primit votul de încredere al Marelui Consiliu Fascist la 24 iulie, Victor Emanuel l-a demis din funcție renunțând la coroanele Etiopiei și Albaniei, numindu-l prim-ministru pe Pietro Badoglio. La 8 septembrie noul guvern anunța semnarea unui armistițiu cu aliații în urmă cu cinci zile. Victor Emanuel a făcut o altă gafă când el și guvernul său au fugit spre sud de Brindisi lăsând armata lui fără conducător.

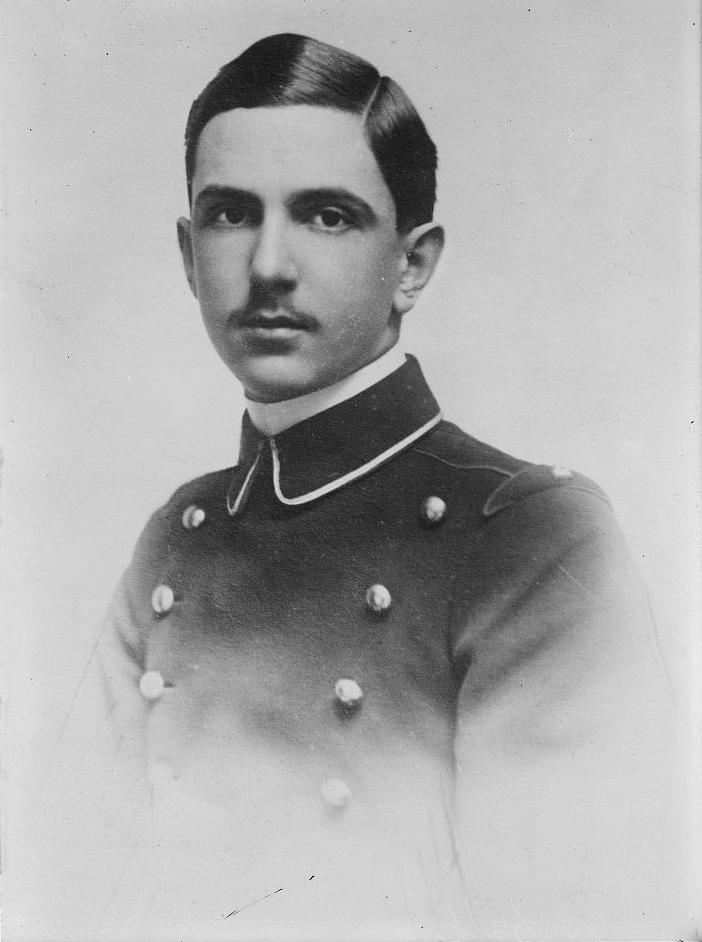
Umberto, Prinț Moștenitor al Italiei

Când aliații au cercetat treptat naziștii și fasciștii din peninsulă, a devenit evident că pentru a continua să rămână la putere Victor Emanuel era foarte afectat ca persoană politică de sprijinul pe care îl acordase lui Mussolini. În consecință, în aprilie 1944 Victor Emanuel a transferat cea mai mare parte a puterii sale fiului său, prințul Umberto.  Roma a fost eliberată două luni mai târziu, iar Victor Emanuel a transferat restul puterii ce-i rămăsese lui Umberto și l-a numit general-locotenent, reprezentant al suveranului. Timp de un an opinia publică a cerut un referendum pentru a decide între a păstra monarhia sau a deveni republică. Într-o ultimă încercare de a salva monarhia, Victor Emanuel a adbicat în mod oficial pe 9 mai 1946. Umberto și-a asumat în mod oficial tronul, devenind Umberto al II-lea. Totuși, referendumul constituțional italian a fost câștigat de republicani cu 54% din voturi. Victor Emanuel a fugit în exil în Egipt și a murit un an mai târziu.
La 12 iunie 1946 Regatul Italiei a fost oficial desființat, iar Umberto a transferat puterea prim-ministrului Alcide De Gasperi și a cerut poporului italian să sprijine noua republică. A plecat în exil în Portugalia și a murit în 1983.
Conform Constituției Republicii Italiene forma republicană de guvernământ nu putea fi schimbată prin amendament constituțional, interzicând astfel orice încercare de a restabili monarhia, adoptând o constituție cu totul nouă. Constituția a interzis, de asemenea, descendenților de sex masculin ai Casei de Savoia să intre în Italia. Această prevedere a fost eliminată în 2002, însă ca parte a acordului de a permite membrilor familiei înapoierea în Italia, Vittorio Emanuel, ultimul pretendent din Casa de Savoia, a renunțat oficial la pretenția la tron.

### Conducătorii Casei de Savoia
- Humbert I, supranumit Mâini Albe (1003 – 1047/1048);
- Amadeus I (1047/1048 – 1051/1056):
- Otto (1051/1056 – 1060);
- Peter I (1060 – 1078);
- Amadeus al II-lea (1060 – 1080);
- Humbert al II-lea, supranumit cel Puternic (1080 – 1103);
- Amadeus al III-lea (1103 – 1148);
- Humbert III-lea, supranumit cel Sfânt (1148 – 1189);
- Toma I (1189 – 1233);
- Amadeus al IV-lea (1233 – 1253);
- Bonifaciu (1253 – 1263);
- Thomas al II-lea (1253 – 1259);
- Petru al II-lea (1263 – 1268);
- Filip I (1268 – 1285);
- Amadeus al V-lea, supranumit cel Mare (1285 – 1323);
- Eduard, supranumit cel Liberal (1323 – 1329);
- Haimone (1329 – 1343);
- Amadeus al VI-lea, conte de Vert, supranumit Contele Verde (1343 – 1383);
- Amadeus al VII-lea, conte de Rouge, supranumit Contele Roșu (1383 – 1391);
- Amadeus al VIII-lea, supranumit cel Pașnic (1391 – 1440), antipapă din 1439 sub numele „Felix al V-lea”;
- Ludovic, supranumit cel Bătrân (1440 – 1465);
- Amadeus al IX-lea, supranumit cel Norocos (1465 – 1472);
- Filibert I, supranumit Vânătorul (1472 – 1482);
- Carol I, supranumit Luptătorul (1482 – 1490);
- Carol al II-lea Johann Amadeus (1490 – 1496);
- Filip al II-lea, supranumit cel Fără Țară (1496 – 1497);
- Filibert al II-lea, supranumit cel Frumos (1497 – 1504);
- Carol al III-lea, supranumit cel Bun (1504 – 1553);
- Emanuel Filibert, supranumit Cap de Oțel (1553 – 1580);
- Carol Emanuel I, supranumit cel Mare (1580 – 1630);
- Victor Amadeus I (1630 – 1637);
- Franz Hyacinth (1637 – 1638);
- Carol Emanuel al II-lea (1638 – 1675);
- Victor Amadeus al II-lea (1675 – 1732);
- Carol Emanuel al III-lea (1732 – 1773);
- Victor Amadeus al III-lea (1773 – 1796);
- Carol Emanuel al IV-lea (1796 – 1802);
- Victor Emanuel I (1802 – 1821);
- Carol Felix (1821 – 1831);
- Carol Albert (1831 – 1849);
- Victor Emanuel al II-lea (1849 – 1878);
- Umberto I (1878 – 1900);
- Victor Emanuel al III-lea (1900 – 1946);
- Umberto al II-lea (1946 – 1983);
- Victor Emanuel (1983 – 2006).

Șefi ai Casei de Savoia recunoscuți de Consiliul Senatorilor imperiali:
- Amadeus (2006 – 2021);
- Aimone de Savoia-Aosta (din 2021).

Șefi ai Casei de Savoia recunoscuți de Marele Maestru al ordinelor dinastice:
- Victor Emanuel (1983 – 2024);
- Emanuel Filibert (din 2024).

### Casa de Savoia astăzi
Reședințele din Torino ale Casei Regale de Savoia sunt protejate de Patrimoniul Mondial. Deși titlurile și distincțiile familiei regale italiene nu sunt recunoscute oficial de Republica Italiană, membrii Casei de Savoia folosesc încă unele titluri dobândite înainte de înființarea republicii, inclusiv cele de Duce de Savoia, Prinț de Napoli, Prinț de Piemont și Duce de Aosta.
În prezent șefia Casei de Savoia este disputată de doi veri: Vittorio Emanuel, Prinț de Napoli, care a renunțat la titlul de Rege al Italiei, și Prințul Amedeo, Duce de Aosta, care folosește titlul de Duce de Savoia. Rivalitatea lor nu a fost întotdeauna pașnică: la 21 mai 2004, la un dineu organizat de Regele Juan Carlos I al Spaniei, în ajunul nunții fiului său, Filip de Asturia, Vittorio Emanuel l-a pălmuit pe Amedeo.
Unii dintre membrii Casei de Savoia s-au implicat în diferite controverse în secolul al XXI-lea. La data de 16 iunie 2006 Vittorio Emanuel a fost arestat la Varenna și închis în Potenza fiind acuzat de corupție și de recrutare de prostituate pentru clienții cazinoului Campione din Campione d'Italia. După mai multe zile, Vittorio Emanuel a fost eliberat și plasat sub arest la domiciliu. Pedeapsa i-a fost ridicată pe 20 iulie, însă nu i s-a permis să părăsească Italia.
Fiul lui Vittorio Emanuel, Emanuele Filiberto de Savoia, este manager în Geneva. În 2007 avocații familiei au scris președintelui italian Giorgio Napolitano solicitând daune pentru anii petrecuți în exil. Cancelaria prim-ministrului italian a declarat că familiei Savoia nu i se datorează plata acestor daune și a sugerat că, dimpotrivă, Italia ar putea cere despăgubiri familiei pentru complicitatea acesteia cu Benito Mussolini.
În 2008 prințul Aimone de Savoia-Aosta s-a căsătorit cu verișoara sa de gradul doi, prințesa Olga a Greciei. Ei au devenit părinții a doi fii, Umberto și Amedeo, născuți în 2009 și respectiv în 2011.